# Oxynotus bruniensis
Oxynotus bruniensis är en hajart som först beskrevs av Ogilby 1893.  Oxynotus bruniensis ingår i släktet Oxynotus och familjen trekantshajar. IUCN kategoriserar arten globalt som otillräckligt studerad. Inga underarter finns listade i Catalogue of Life.